# Elizabeth Moody (Schauspielerin)
Elizabeth Moody (gebürtige Elizabeth Bromley; * 29. Oktober 1939 in Worthing, Sussex, England; † 12. Januar 2010 in Christchurch, Neuseeland) war eine neuseeländische Schauspielerin und Theaterregisseurin. International wurde sie vor allem durch ihre Mitwirkung an Filmen des Regisseurs Peter Jackson bekannt.

## Leben
Elizabeth Bromley wurde 1939 in England als Tochter von Yvette Francis Bromley (gebürtige De Wynter; 1914–2014) und Richard Henry „Rick“ Bromley geboren. Die Familie ließ sich nach dem Zweiten Weltkrieg in Neuseeland nieder, wo Yvette Bromley in der Theaterszene der Stadt Christchurch aktiv war und das Court Theatre mitbegründete. Ihr Vater unterrichtete an der Medbury School und am Christ’s College.
Elizabeth Moody besuchte die Selwyn House School und St Margaret’s College. Sie trat dem Ensemble des Court Theatre im Januar 1976 als Vollzeit-Schauspielerin bei und blieb dort bis zum Jahr 2003 aktiv. Während ihrer Zeit am Court Theatre übernahm sie zwischen 1984 und 2002 außerdem bei zwölf Inszenierungen die Regie der Stücke.
Seit Ende der 1970er Jahre war Moody außerdem sporadisch in Film- und Fernsehproduktionen zu sehen und moderierte auch eine Talk Show im Radio. Einem internationalen Publikum wurde sie 1992 durch ihre Mitwirkung an Peter Jacksons Splatterfilm-Persiflage Braindead bekannt, in dem sie an der Seite von Timothy Balme und Diana Peñalver als schrullige Mutter Vera Cosgrove zu sehen war. Zwei Jahre darauf besetzte Jackson Moody erneut in einer kleinen Rolle in seinem Drama Heavenly Creatures. In Jacksons Tolkien-Verfilmung Der Herr der Ringe: Die Gefährten übernahm sie die Rolle der Lobelia Sackheim-Beutlin, die allerdings nur in der Extended Version des Films zu sehen ist.
Moody starb im Januar 2010 im Alter von 70 Jahren. Sie hinterließ ihren Ehemann Terence Moody, mit dem sie seit 1973 in dritter Ehe verheiratet war.

## Filmografie (Auswahl)
- 1978: Fuller’s Earth (Fernsehserie)
- 1982: Schatten des Schreckens (The Scarecrow)
- 1983: Rabbiter’s Rest (Fernsehserie)
- 1986: Undercover Gang
- 1992: Braindead
- 1994: Premiere des Schreckens (Turn of the Blade)
- 1994: Heavenly Creatures
- 1996: The Adventures of Cumie the Cloud (Fernsehserie, Sprechrolle)
- 2001: Der Herr der Ringe: Die Gefährten (The Lord of the Rings: The Fellowship of the Ring; nur Extended Edition)
- 2004: Offensive Behaviour
- 2010: Huhu Attack! (Kurzfilm)